# 台4線
台4線，又名桃大公路，是臺灣的一條省道，全線都在桃園市境內，北起大園區竹圍，行經臺灣桃園國際機場、蘆竹區、龜山區、桃園區、八德區以及大溪區，南至龍潭區大坪，全長為39.269公里（根據中華民國交通部公路局的統計）。其中在桃園區三民路與台1線共線，在大溪區崎頂路段與台3線共線。
最初的台4線路線，原本規劃中豐公路的中壢－龍潭路段（今縣道113號中豐路），後來才改成今日路線。該公路中段因與二條主要省道共線（東北往西南），線型方向已不符公路偶數編號的標準，甚至公路尾段往西連接台3乙線，造成往大溪方向之西向車道，方位實際是往東，桃園市區亦同。
台灣鐵路管理局林口線在桃園區以北路段大致與此線平行。由於台4線連接機場、交流道等重要交通點，遂有將煤運用途的林口線辦理客運，以分擔車流的構想。
- 台4線舊11k處

## 行經行政區域
全線均位於桃園市境內。
| 大園區                                  | 竹圍              | 0.000  | 台15線                  | 公路起點             |
| 大園區                                  | 菓林              | －     | 航勤南路                | 可前往桃園國際機場   |
| 大園區                                  | 菓林              | －     |                         |                      |
| 大園區                                  | 菓林              | －     | 桃5線                   | 與共線起點           |
| 大園區                                  | 菓林              | －     | 桃5線                   | 與共線終點           |
| 蘆竹區                                  | 長興              | －     | 桃19線                  | 起點                 |
| 蘆竹區                                  | 長興              | －     | 桃15線 · 長興路         | 起點                 |
| 蘆竹區                                  | 長興              | －     |                         |                      |
| 蘆竹區                                  | 長興              | －     | 台31線                  | 起點                 |
| 蘆竹區                                  | 蘆竹市區          | －     | 台31線                  | （同上）             |
| 蘆竹區                                  | －                |        |                         |                      |
| 蘆竹區                                  | 南崁              | －     | 桃2線                   | 起點                 |
| 蘆竹區                                  | 南崁              | －     | 桃3線                   | 終點                 |
| 蘆竹區                                  | 南崁              | －     | 桃6線                   | 與共線起點           |
| 蘆竹區                                  | 南崁              | －     | 桃6線                   | 與共線終點           |
| 蘆竹區                                  | 桃園交流道        | 10.006 | 國道一號                |                      |
| － 跨越經國路（平面側車道可銜接經國路） |                   |        |                         |                      |
| 龜山區                                  | 南崁頂            | －     | （地區道路）            |                      |
| 桃園區                                  | 水汴頭            | －     | 桃18線                  | 終點                 |
| 桃園區                                  | －                |        |                         |                      |
| 桃園區                                  | 大檜溪            | －     | （地區道路）            |                      |
| 桃園區                                  | 大檜溪            | －     |                         |                      |
| 桃園區                                  | 大檜溪            | －     | 桃16線                  | 終點                 |
| 桃園區                                  | －                |        |                         |                      |
| 桃園區                                  | 小檜溪            | 15.965 | 台1線 · 春日路          | 與共線起點           |
| 桃園區                                  | －                |        |                         |                      |
| 桃園區                                  | 埔子              | －     | 市道110號 · 台1線       |                      |
| 桃園區                                  | 中路              | －     | 台1線 · 中山路          | 與共線終點           |
| 桃園區                                  | 中路              | －     | 台1甲線                 |                      |
| 桃園區                                  | － 跨越縱貫線北段 |        |                         |                      |
| 桃園區                                  | 大樹林            | －     | 桃55線                  | 起點                 |
| 八德區                                  | 小大湳            | －     | 桃48線                  | 終點                 |
| 八德區                                  | 小大湳            | －     | 桃46線                  | 0                    |
| 八德區                                  | 大湳              | －     | 桃46線                  | 0                    |
| 八德區                                  | 大湳              | －     | 桃52線                  | 終點                 |
| 八德區                                  | 麻園              | －     | （地區道路）            |                      |
| 八德區                                  | 更寮腳            | 23.002 | 市道114號               |                      |
| 八德區                                  | 更寮腳            | －     | 桃54線                  | 起點                 |
| 八德區                                  | 更寮腳            | －     | 市道114甲線             | 通車終點             |
| 大溪區                                  | 僑愛              | －     | （地區道路）            |                      |
| 大溪區                                  | 埔頂              | －     | 桃56線                  | 終點                 |
| 大溪區                                  | 埔頂              | 27.008 | 台3線                   | 與共線起點           |
| 大溪區                                  | 瑞興              | －     | 台3線 · 桃60線 · 桃64線 | 起點 終點 與共線終點 |
| 大溪區                                  | －                |        |                         |                      |
| 大溪區                                  | 內柵              | －     | 桃59-1線                | 起點                 |
| 大溪區                                  | －                |        |                         |                      |
| 大溪區                                  | 新溪洲            | －     | （地區道路）            |                      |
| 大溪區                                  | 新溪洲            | －     |                         |                      |
| 大溪區                                  | 新溪洲            | －     | （地區道路）            |                      |
| －                                      |                   |        |                         |                      |
| 龍潭區                                  | 大坪              | 39.269 | 台3乙線                 | 公路終點             |
| 共線                                    |                   |        |                         |                      |

## 里程表
臺四線
| 縣市   | 鄉鎮   | 里程數(KM) |
| ------ | ------ | ---------- |
| 桃園市 | 全區   | 39.2       |
| 桃園市 | 大園區 | 5          |
|        | 蘆竹區 | 5.7        |
|        | 龜山區 | 0.2        |
|        | 桃園區 | 6.6        |
|        | 八德區 | 6.1        |
|        | 大溪區 | 14.4       |
|        | 龍潭區 | 1.2        |

## 沿線路名
| - 三民路（大園區） - 南崁路二～一段 - 中正路 - 新南路二段 - 民生北路一段 - 春日路 | - 三民路二～三段（桃園區） - 介壽路 - 瑞安路 - 康莊路三～五段 - 龍源路大平段 |

## 沿線設施與景點
| - 桃園航空城 - 臺灣桃園國際機場 - 菓林站（ 綠線） - 長興站（ 綠線） - 桃園交流道（ 國道一號） - 桃園市桃園區會稽國民小學 - 永和市場站（ 綠線） - 桃園市桃園區成功國民小學 - 桃園市立桃園國民中學 | - 陽明公園站（ 綠線） - 忠勇西街站（ 綠線） - 桃園市八德區大成國民小學 - 大湳站（ 綠線） - 麻園站（ 綠線） - 陸軍化生放核訓練中心 - 桃園市大溪區僑愛國民小學 - 桃園市大溪區內柵國民小學 - 石門水庫 |